# Librairie des Grands Caractères
 (décembre 2023).
La Librairie des Grands Caractères est la première librairie en France exclusivement dédiée aux livres en grands caractères[réf. nécessaire]. Elle a ouvert ses portes à Paris en janvier 2021.

## Présentation
La Librairie des Grands Caractères est située rue Laplace dans le 5e arrondissement de Paris en haut de la montagne Sainte-Geneviève, près du Panthéon. Elle propose des ouvrages adaptés pour les personnes souffrant de problèmes de vue, de difficultés d’apprentissage, ou de troubles cognitifs, des livres avec grand confort de lecture grâce à leur mise en page spécialement adaptée, à des polices de caractères sobres (Verdana, Arial, Helvetica, Luciole), à des interlettrages et des interlignages importants, et à une impression contrastée sur des papiers opaques.
Le 3 juillet 2022, la librairie des Grands Caractères a reçu le Prix du service innovant 2022 lors de la cérémonie de la 4e édition du Grand prix Livres Hebdo des librairies, devant plus de 1200 libraires réunis lors des 6e Rencontres nationales de la librairie à Angers.

## Éditeurs de grands caractères présents dans la librairie
- À Vue d’œil (adulte), maison d’édition créée en 1997, qui publie près de cent nouveautés par an.
- Voir de Près (adulte et jeunesse), qui depuis 2017 publie exclusivement des livres en grands caractères.
- Passiflore (adulte)
- Palémon vision (adulte), une collection en grands caractères qui propose, depuis 2021, les nouveautés des éditions Palémon dans ce format en plus du format poche habituel. Les éditions Palémon sont un éditeur important du roman régional en Bretagne.
- Rue Laplace, collection grands caractères - typographie Luciole[3] (adulte), qui a été créée à pour compléter l’offre biographies, récits et romans historiques de la Librairie des Grands Caractères. Un programme éditorial a été élaboré, avec le concours de l’association Les Amis des Grands Caractères, pour la publication dans cette collection de plus de quinze livres par an.
- Bravo ! (jeux), éditeur québécois qui s'adresse à des passionnés de jeux souffrant de troubles de la vue.
- Les doigts qui rêvent (jeunesse), maison d’édition associative créée en 1994, qui répond aux besoins d’accès à la lecture et à la culture des enfants en situation de handicap visuel, en créant des livres tactiles illustrés.
- Mes Mains en or (jeunesse), maison d’édition associative fondée en 2010 à Limoges et dont la spécialité est l’édition de livres tactiles pour enfants déficients visuels.
- Les Yeux de Camille (exercice)
- BV éditions (jeunesse)

### Articles parus dans la presse
- Petites et grandes histoires à la Librairie des Grands Caractères[4], par Jennifer Matas, Semaest.fr, 16 juin 2023
- Le bonheur des lecteurs malvoyants à La librairie des grands caractères[5], Le Pèlerin, 1er mars 2022

- «Certains retrouvent le plaisir de lire après plusieurs années» : au cœur de l'unique librairie pour malvoyants[6], par Alice Develey et Marie-Liévine Michalik, Le Figaro, 7 septembre 2021

- La première librairie "Grands Caractères" ouvre ses portes à Paris : "un concept génial" pour les personnes malvoyantes[7], par Laurence Houot, France Info Culture, le 22 janvier 2021

- Livres en grands caractères : Une librairie dédiée à Paris[8], par Caroline Madeuf, Handirect.fr

- Une nouvelle collection littéraire adaptée aux enfants malvoyants[9], ActuaLitté, le 8 juillet 2021

- Une librairie vient d'ouvrir ses portes à Paris pour les livres à gros caractères[10], par Frédéric Ponsard, euronews, le 22 janvier 2021

- À Paris, la première librairie française pour les malvoyants lance sa collection jeunesse[11], par Marie Amélie Marchal, actu.fr, le 26 août 2021

- Paris : ouverture de la première librairie en grands caractères[12], par Raphaël Gariépy, ActuaLitté, le 11 décembre 2020

- La « Librairie des Grands Caractères » : la première librairie pour personnes malvoyantes à Paris[13], par Estelle Hersaint, Essentiel Santé magazine, le 4 mai 2021

- France: à Paris, la première librairie pour malvoyants[14], par Corinne Binesti, RFI, le 20 février 2021
- Les lecteurs aveugles et malvoyants, oubliés du monde de l’édition[15], par Elsa Maudat, Libération, le 30 janvier 2021
- Lire quand on est malvoyant : des progrès mais encore beaucoup à faire[16], par Maxime Tellier, France Culture, le 21 janvier 2021
- Paris : la lecture, c’est aussi possible en grands caractères[17] ! par Eric Le Mitouard, Le Parisien, le 22 janvier 2021
- Paris : Les Grands Caractères, la première librairie pour personnes malvoyantes, ouvre ses portes[18], 20 minutes, le 20 janvier 2021
- Handicap : une librairie à gros caractères ouverte à Paris[19], France Info, le 19 janvier 2021
- Le livre en gros caractères va enfin se voir[20], La Dépêche, le 18 janvier 2021
- Une librairie destinée aux malvoyants ouvre ses portes à Paris[21], par Nicole Vulser, Le Monde, le 18 janvier 2021
- Les Grands Caractères, une librairie pour malvoyants[22], ouvre à Paris, Le Figaro, le 18 janvier 2021
- Déficiences visuelles : la lecture, malgré tout[23] ! Télématin, le 14 octobre 2021